# Wolfgang de Beer
Pour les articles homonymes, voir de Beer.
Wolfgang de Beer, parfois appelé Teddy de Beer, est un footballeur allemand né le 2 janvier 1964 à Dinslaken et mort le 30 décembre 2024. Il occupe le poste de gardien de but.

## Biographie
Wolfgang de Beer débute en jouant un unique match de première division ouest-allemande au sein du MSV Duisbourg lors de la saison 1981-1982,,.
Durant quatre saisons, de Beer évolue avec son club en deuxième division. Il devient progressivement titulaire, disputant 32 machs lors de sa dernière saison avec Duisbourg,.
En 1986, il rejoint le Borussia Dortmund,.
S'il est titulaire au sein des cages jusqu'en 1991, il est barré par Stefan Klos ensuite et ne dispute que peu de matchs,.
Il est sacré Champion d'Allemagne en disputant en tout et pour tout un seul match durant la saison 1995-1996,,.
Après une dernière saison 1999-2000 avec Dortmund, il raccroche les crampons,.
Wolfgang de Beer dispute durant sa carrière 182 matchs en première division allemande. Au total, en compétitions européennes, il dispute 4 matchs de Coupe des vainqueurs de coupe et 12 matchs de Coupe UEFA.
Wolfgang De Beer meurt le 30 décembre 2024, à l'âge de 60 ans.

## Palmarès
| Borussia Dortmund |

| - Championnat d'Allemagne (1) : - Champion : 1995-96. - Supercoupe d'Allemagne (1) : - Champion : 1989. |  | - Coupe de la Ligue d'Allemagne (1) : - Vainqueur : 1989. |